# ماكس كروفورد
ماكس كروفورد (بالإنجليزية: Max Crawford)‏ (6 أغسطس 1938، لوبوك في الولايات المتحدة - 7 أكتوبر 2010، ميسولا في الولايات المتحدة)؛ روائي أمريكي.